# Talitha anomala
Talitha anomala är en fjärilsart som beskrevs av Clarke 1978. Talitha anomala ingår i släktet Talitha och familjen plattmalar. Inga underarter finns listade i Catalogue of Life.